# Langwald (Naturschutzgebiet)
Koordinaten: 48° 25′ 46″ N, 7° 51′ 49″ O
Das Naturschutzgebiet Langwald liegt auf dem Gebiet der Gemeinde Hohberg im Ortenaukreis in Baden-Württemberg.
Das Gebiet erstreckt sich südwestlich von Höfen, einem Ortsteil der Gemeinde Schutterwald. Nördlich des Gebietes verläuft die Landesstraße L 99, östlich die A 5 und südlich die Kreisstraße K 5332. Westlich fließt die Schutter und nördlich erstreckt sich das 324,4 ha große Naturschutzgebiet Unterwassermatten.

## Bedeutung
Das 34,5 ha große Gebiet steht seit dem 9. Mai 1957 unter der Kenn-Nummer 3.053 unter Naturschutz. Es handelt sich um einen „Eschen-Ulmen-Auwald und Sumpfauenwald in der Schotterniederung, einer flachen Talsenke der oberrheinischen Niederterrasse.“